# Calheta (Madeira)
Calheta es un municipio o consejo la isla de Madeira (Portugal), cuya población es de 11 946 habitantes (2001) y su extensión es de 115,65 km². El centro del municipio tiene alrededor de 3100 habitantes.

## Geografía

### Organización territorial
Las 4 parroquias de incluyen:
| Parroquia           | Población | Área     | Densidad  | Altitud          | Localización                                            |
| ------------------- | --------- | -------- | --------- | ---------------- | ------------------------------------------------------- |
| Calheta             | 1700      | 21 km²   | 81/km²    | Océano Atlántico | 32.71667 (32°43') N 17.21667 (17°11') W arco da calheta |
| Estreito da Calheta | 1620      | 13,4 km² | 121,6/km² | Océano Atlántico | 32.71667 (32°43') N 17.2 (17°12') W                     |
| Fajã da Ovelha      | 1016      | 24 km²   | 42,3/km²  | 76 m             | 32.7667 (32°46') N 17.2333 (17°20') W                   |
| Jardim do Mar       | 252       | 2,55 km² | 98,8/km²  | Océano Atlántico | 32.733 (32°44') N 17.21667 (17°13') W                   |
| Paúl do Mar         | 885       | 1,7 km²  | 520,6/km² | Océano Atlántico | 32.75 (32°45') N 17.233 (17°14') W                      |
| Ponta do Pargo      | 1145      | 22 km²   | 52/km²    | 104 m            | 32.8 (32°48') N 17.25 (17°15') W                        |
| Prazeres            | 673       | 13 km²   | 51.7/km²  | 140 m            | 32.733 (32°46') N 17.2 (17°12') W                       |

| Noroeste: Océano Atlántico | Norte: Porto Moniz    | Noreste São Vicente |
| Oeste: Océano Atlántico    |                       | Este: Ponta do Sol  |
| Sureste: Calheta           | Sur: Océano Atlántico | Suroeste:           |

## Población
| Población del municipio de Calheta (1849 – 2004) | Población del municipio de Calheta (1849 – 2004) | Población del municipio de Calheta (1849 – 2004) | Población del municipio de Calheta (1849 – 2004) | Población del municipio de Calheta (1849 – 2004) | Población del municipio de Calheta (1849 – 2004) | Población del municipio de Calheta (1849 – 2004) | Población del municipio de Calheta (1849 – 2004) |
| ------------------------------------------------ | ------------------------------------------------ | ------------------------------------------------ | ------------------------------------------------ | ------------------------------------------------ | ------------------------------------------------ | ------------------------------------------------ | ------------------------------------------------ |
| 1849                                             | 1900                                             | 1930                                             | 1960                                             | 1981                                             | 1991                                             | 2001                                             | 2004                                             |
| 15 279                                           | 18 266                                           | 21 990                                           | 21 799                                           | 12 954                                           | 13 005                                           | 11 946                                           | 11 856                                           |